# Monumental Celestino Graça
A Monumental Celestino Graça é a Praça de Toiros de Santarém.
Deve o seu nome a Celestino Graça, conhecido como impulsionador da Feira do Ribatejo, e é propriedade da Santa Casa da Misericórdia de Santarém, que pelo menos desde 1825 organiza corridas de touros na cidade de Santarém. 
Da autoria do arquitecto Pedro Cid, que ofereceu o projecto à Santa Casa, a praça começou a ser construída a 10 de Janeiro de 1964, tendo sido inaugurada a 7 de Junho do mesmo ano. Na ocasião registou lotação esgotada numa corrida «à antiga portuguesa», que contou com a presença do então Presidente da República, almirante Américo Tomás e sua esposa. Lidaram-se oito toiros, pertencentes às ganadarias de José Infante da Câmara, Oliveiras Irmãos, Joaquim Lima Monteiro, Herdeiros de Paulino da Cunha e Silva, João Gregório, Manuel João Coimbra Barbosa, José da Silva Lico e Dr. Fernando Salgueiro. Integraram o cartel o Dr. Fernando Salgueiro, Manuel Conde, Clemente Espadanal, José Athayde, Pedro Louceiro, David Ribeiro Telles, José Mestre Baptista e José Maldonado Cortes. Pegaram os Forcados Amadores de Santarém e Montemor. 
Com lotação para cerca de 13000 espectadores, a Monumental Celestino Graça é a maior praça de touros de Portugal. 